# Cascades de Gimel
Die Cascades de Gimel sind Wasserfälle, mit denen sich die Montane, ein Nebenfluss der Corrèze, in drei großen Sprüngen und einem kleinen über insgesamt 143 Meter zu Tale stürzt. Dieser Wasserfall ist seit 1912 als Naturdenkmal in Frankreich klassifiziert.
Die Fälle befinden sich direkt bei Gimel-les-Cascades im französischen Département Corrèze ca. elf Kilometer nordöstlich von Tulle.

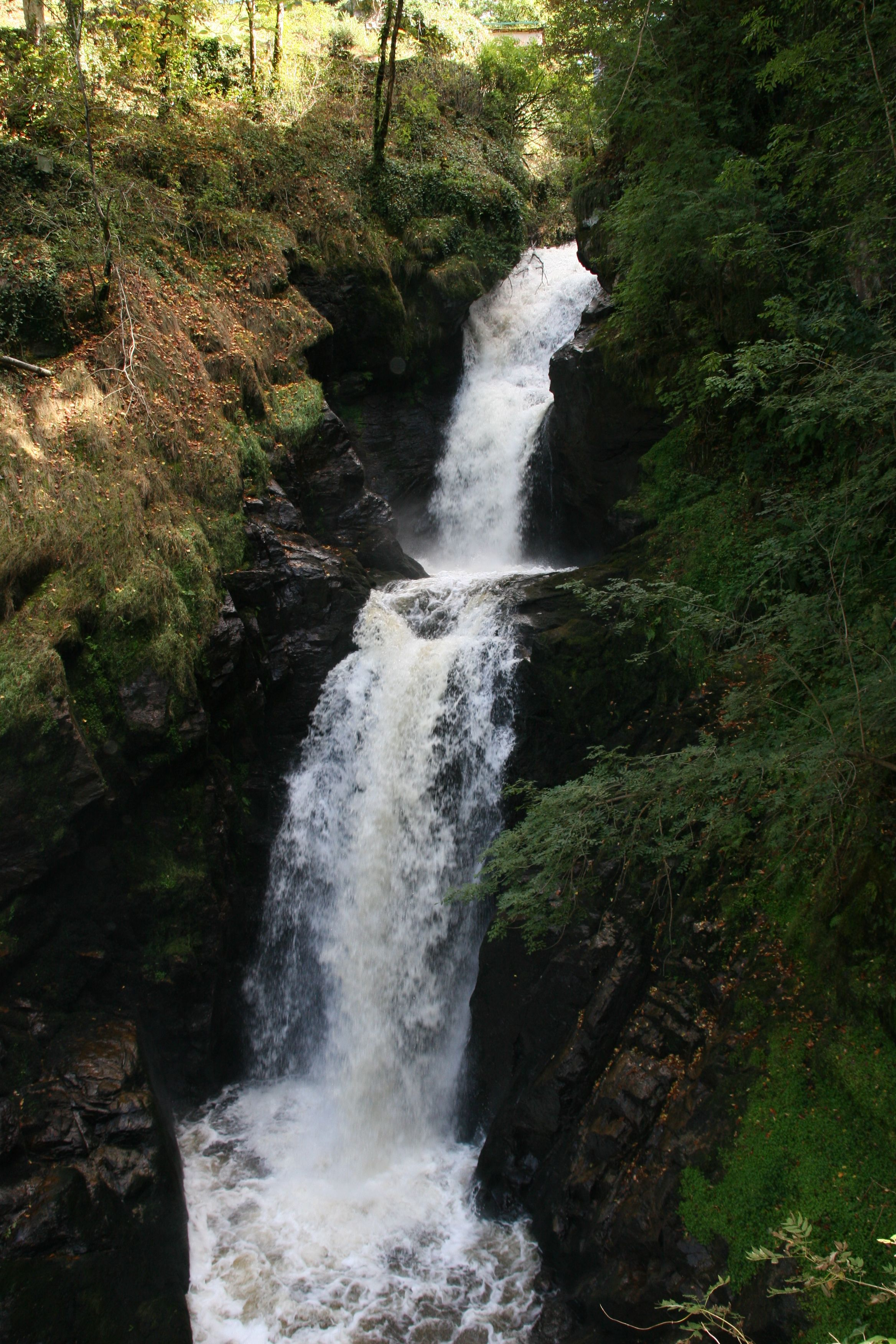
Wasserfall von Gimel: Der große Fall – Grand Saut (45 m)
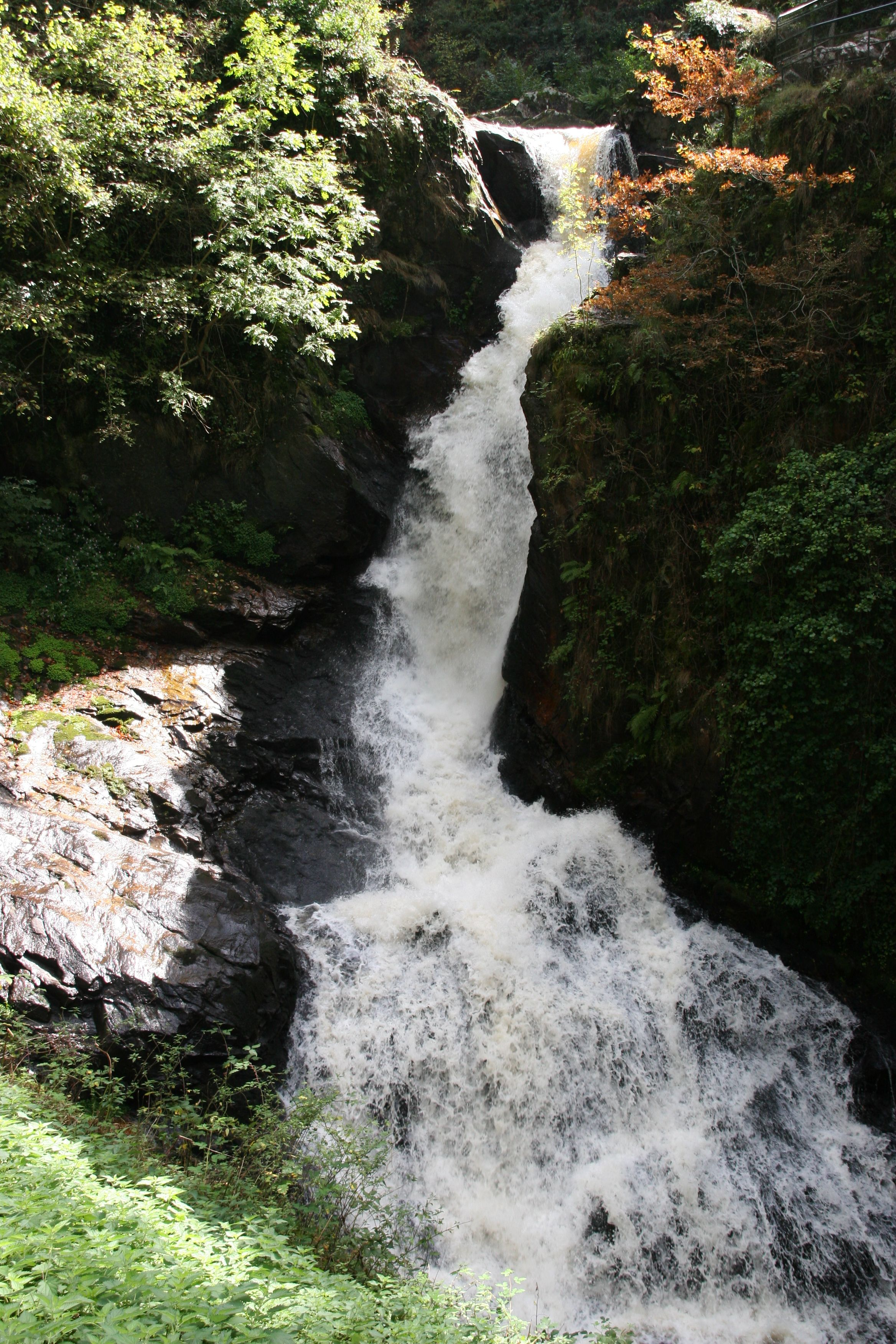
Wasserfall von Gimel: Zweiter Fall – La Redole (27 m)
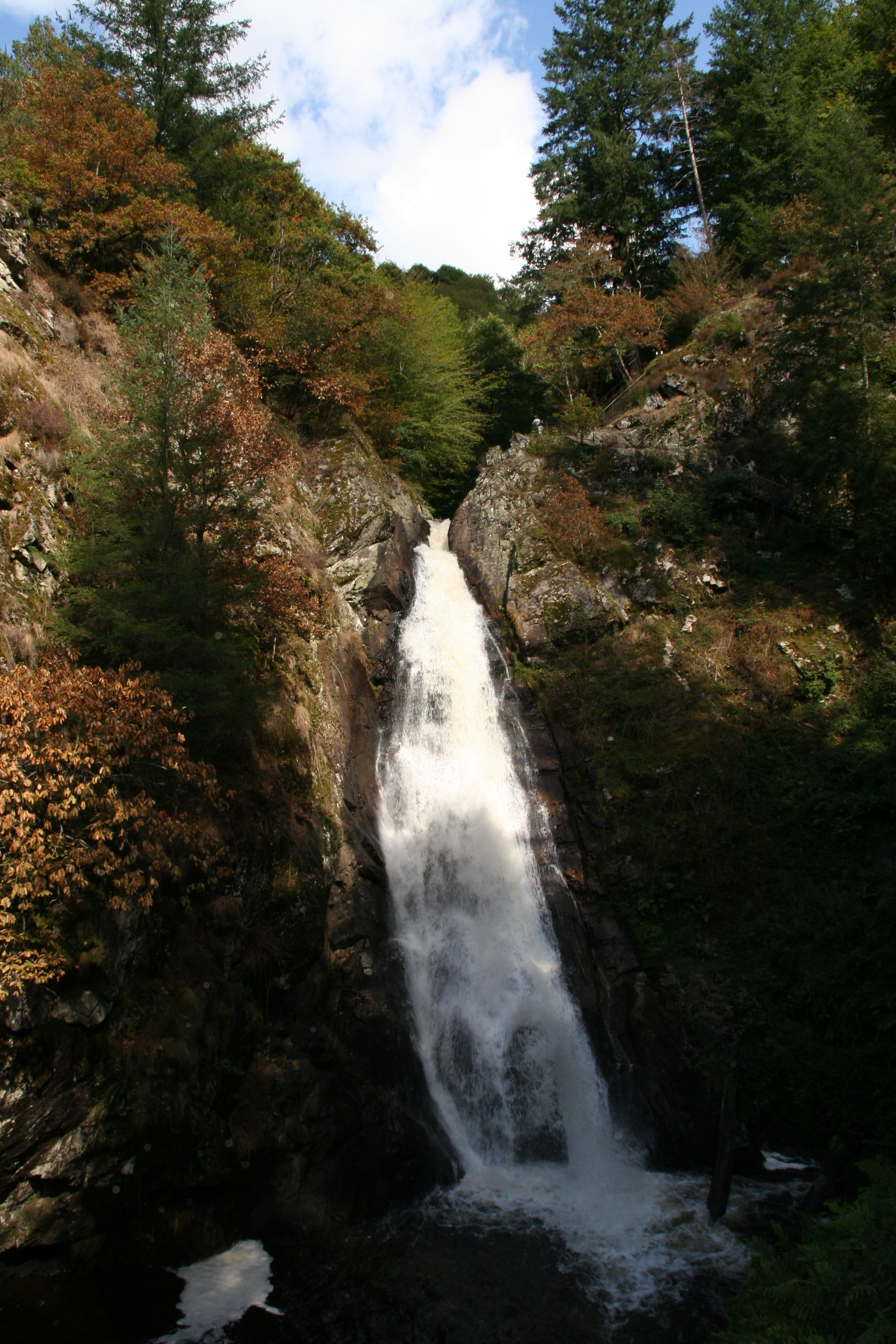
Wasserfall von Gimel: Dritter Fall – Queue de Cheval (60 m)